# Luxey
Luxey är en kommun i departementet Landes i regionen Nouvelle-Aquitaine i sydvästra Frankrike. Kommunen ligger i kantonen Sore som tillhör arrondissementet Mont-de-Marsan. År 2022 hade Luxey 653 invånare.

## Befolkningsutveckling
Antalet invånare i kommunen Luxey
Referens:INSEE